# Ptychoglossus myersi
Ptychoglossus myersi är en ödleart som beskrevs av  Harris 1994. Ptychoglossus myersi ingår i släktet Ptychoglossus och familjen Gymnophthalmidae. Inga underarter finns listade i Catalogue of Life.